# Tamara Abalde
Tamara Abalde Díaz (Ferrol, La Coruña, 6 de febrero de 1989) es una ex-baloncestista española que juega en Liga Femenina. Mide 1,90m y su posición era la de ala-pívot.
Fue internacional absoluta con la selección española, habiendo disputado los Juegos Olímpicos de Pekín 2008, y el Eurobasket 2009, en el que logró la medalla de bronce.

## Biografía
Es hija del exjugador de baloncesto Alberto Abalde y se inició en el baloncesto a los 8 años de edad. Se formó en el Club Compañía de María de Vigo (1998- 2003), para luego pasar por el San José de la Guía y finalmente saltar al Celta, club vigués donde militó en las categorías inferiores desde la campaña 2003-04, debutando en la División de Honor a los 15 años con el Celta Vigo Urban.
Abalde fue reconocida como deportista revelación en la temporada 2005 y nominada en tres ocasiones como mejor deportista en la Gran Gala do Deporte “Vigo e a súa Comarca” (Vigo y su comarca). Representando a la selección autonómica fue bronce y distinguida en el quinteto ideal en Lloret de Mar (2003) y mejor pasadora en Santiago de Compostela (2004).
Fue internacional indiscutible con la selección Sub-16 con la que logró el cuarto puesto en el Europeo sub-16 de Turquía (2003), y posteriormente varias medallas de oro. Así, ha sido campeona de Europa sub-16 en Italia (2004), Polonia (2005) y sub-18 en Tenerife (2006). Además fue incluida en el quinteto ideal en el Europeo de Polonia con 12.3 puntos y 8.3 rebotes de media.
En la temporada 2007-2008 militó en el equipo Universidad de Lamar de Houston, recalando las tres siguientes temporadas en el equipo madrileño Rivas Futura, en calidad de cedida por el Ros Casares.
Tras disputar la temporada 2010-11 en el Unión Navarra, fichó por el Pays d'Aix Basket 13 de la Liga francesa con el que disputó la temporada 2011-112. En 2012 continuó en Francia, esta vez en las filas del Basket Landes. En 2013 regresa a la Liga Femenina al fichar por Perfumerías Avenida de Salamanca. Tras dos temporadas en el equipo charro en los que no tuvo suficientes minutos ficha por Cadí La Seu en junio de 2015.

## Trayectoria
- Colegio Compañía de María. Cantera.
- 2003-07  Celta Banco Simeón. Liga Femenina
- 2007-08  Lamar University. NCAA
- 2008-10  Rivas Ecópolis (cedida por Ros Casares). Liga Femenina
- 2010-11  Unión Navarra Basket. Liga Femenina
- 2011-12  Pays d'Aix Basket 13. Liga francesa
- 2012-13  Basket Landes. Liga francesa
- 2013-15  CB Avenida. Liga Femenina
- 2015-16  Cadí La Seu. Liga Femenina
- 2016-17  CREF ¡Hola!. Liga Femenina
- 2017-18  Mann Filter. Liga Femenina
- 2018-20  Valencia Basket. Liga Femenina
- 2020-21  Araski AES. Liga Femenina
- 2021-2023    Durán Maquinaria Ensino. Liga Femenina

## Palmarés

### Selección española

#### Absoluta
- Eurobasket 2019 ( Letonia– Serbia)
- Eurobasket 2009 ( Letonia)

#### Categorías inferiores
- Europeo U16 2004 ( Cúneo)
- Europeo U16 2005 ( Poznań)
- Europeo U18 2006 ( Tenerife)
- Europeo U20 2009 ( Gdynia)

### Clubes
- Copa de la Reina (2): 2014, 2015.
- Supercopa de España (2): 2013, 2014.